# So de trucada entrant

El cèlebre Nokia tune, tret del Gran Vals de Francesc Tàrrega

Ringtone és el terme amb el qual es coneix el so fet per un telèfon per indicar l'arribada d'un missatge de text o en rebre una trucada, és un anglicisme que encara no ha estat encunyat per la Reial Acadèmia de la Llengua Espanyola encara que en espanyol es traduiria literalment per to de trucada. El mot és actualment per referir-se als sons personalitzats que tenen els telèfons mòbils d'última generació.
La paraula neix del fet que els primers telèfons tenien un sistema de timbre que produïa un so fonètic similar a la paraula "Ring", aquest sistema encara està en ús generalitzat per als telèfons de línia a terra i es fa servir un timbre electromecànic, que està format per un electroimant que acciona un batall que colpeja la campana a la freqüència del corrent de trucada (20 Hz), s'ha vist substituït per generadors de trucada electrònics, que, igual que el timbre electromecànic, funcionen amb la tensió de trucada (75 V de corrent altern). Solen incorporar un oscil·lador de període entorn de 0,5 s, que commuta la sortida entre dos tons produïts per altre oscil·lador. El circuit va connectat a un petit altaveu piezoelèctric. Resulta curiós que es busquin tons agradables per substituir l'estridència del timbre electromecànic, quan aquest havia estat triat precisament per ser molt molest i obligar així a l'usuari a atendre la trucada gràcies al timbre.
La nova generació de timbres per a telèfons mòbils estan basats en sistemes de so digitals.

## Història
AT & T va oferir 7 diferents tipus de combinacions de sons per als seus timbres de Tipus C en els models 500 i 2500 dels telèfons de cable a terra, aquests sons produïen tons distintius per als consumidors sords, i feia possible que ells sabessin quin telèfon era el que estava sonant mentre molts telèfons estaven encunyats en un mateix lloc. Un "Bell Chime" va ser ofert, el qual produïa un so similar al de la campana d'una porta o el del telèfon tradicional. Seguint les regulacions de la FCC de 1975 per a la prestació dels serveis telefònics, les empreses van començar a crear accessoris per timbres de telèfon que funcionaven amb tons electrònics o melodies mecàniques. La gent també va començar a fer els seus tons casolans, utilitzant xips de targetes de felicitació perquè sonés en la melodia de trucades entrants. Eventualment els timbres de telèfons electrònics van començar a normalitzar-se. Alguns d'aquests timbres produïen un sol to mentre que altres timbres produïen dos, tres o una melodia.
El primer telèfon mòbil amb Ring tones personalitzables va ser el model Japonès NTT DoCoMo Digital Mova N103 Hyper de NEC, llançat el maig de 1996, tenia uns pocs sons inclosos en format MIDI. El setembre del 1996, ANAT l'actual au, va vendre el Digital Mínim D319 de Dens. Aquest va ser el primer telèfon mòbil que podia crear una melodia original feta pels consumidors. Aquests telèfons van arribar a ser populars al Japó. Ketai Chakumero Do-Re-El meu Book (ケータイ 着メロ ドレミ BOOK, "Mobile Ring tones Do-Re-El meu Book"), va ser un llibre publicat el 1998 que introduïa les notes musicals de cançons populars i va vendre més de 3,5 milions de còpies.
El primer Ring Tone descarregable va ser creat i envíat en Finlàndia a la tardor de 1998, quan un operador de mòbils Finès Radiolinja (avui Elisa) va iniciar el seu propi servei anomenat Harmonium, inventat per vessa-Matti acompanyen. El Harmonium contenia dues eines per crear els tons monofònics, el mecanisme per enviar via SMS a un auricular d'un telèfon. El novembre de 1998, Digitalphone Groupe, l'actual SoftBank Mobile, va iniciar un servei similar al Japó.
El concepte del servei es va escampar ràpidament a Europa i Àsia i va llançar una indústria multimilionària. El comerç de Ring Tones va ser un dels més reeixits serveis de la telefonia mòbil, amb característiques socials com ara possibilitat de compondre, compartir i qualificar els Ring Tones. El Harmonium també ràpidament va crear un mercat per a professionals d'alta qualitat en Ring Tones i llibreries de Ring tones.
Els tons reals sovint són extractes de cançons pop, que es converteixen en populars tons de telèfon, el primer servei de tons reals va ser iniciat per au al desembre de 2002. My Gift to You per Chemistry va ser la cançó escollida per ser distribuïda com True Tone.
El 2005, els Ring Tones van generar més de 2 mil milions en guanys al voltant del món. Les vendes i mercadeig de ring tones és un primer exemple de la convergència vertical de les telecomunicacions.

## Característiques
Els antics telèfons usaven un parell de campanes per al so. Els Ring Tone moderns han sigut extremadament diversos, principalment per la personalització i l'adaptació.
Els telèfons mòbils permeten als usuaris utilitzar diferents Ring Tones per identificar les trucades entrants assignant-li a cada contacte un to específic. Prenent avantatge d'aquesta facultat la tendència de crear-los ha emergit. Per exemple, pàgines web com Mobilephoria, Phone Sherpa i Dopetone permeten a usuaris crear Ring Tones i també descarregar Ring Tones d'altres usuaris.
L'última innovació en ring tones és el Sing Tone (so de cançó), és una espècie de to Karaoke en què la veu de l'usuari és ajustada al to seleccionat i després barrejada creant un to exclusiu de l'usuari.
Una alternativa per als Ring Tones és l'alerta de Vibració que s'acostuma a usar en:
- Ambients sorollosos.
- Llocs on el timbre del telèfon pugui ser incòmode.
- Per a la gent amb sordesa.

## Tipus de Ring Tones
Monofònic: un timbre monofònic és una sèrie de notes musicals que sonen una alhora.
 Polifònic: un timbre polifònic consisteix en diverses notes musicals sonant al mateix temps. Els primers polifònics van usar seqüències de gravació similars a les usades pels MIDI, en els quals la gravació provenia específicament d'instruments sintètics que podien tocar una nota cada vegada, actualment el tipus d'instruments depèn del reproductor.
 True Tone: un True tones o To real és una simple gravació d'àudio, típica i comunament en formats com ara MP3, AAC, WMA, i representa l'última evolució del Ring Tone. Els Tons reals que són extractes de cançons es converteixen en timbres de telèfon tan populars com les cançons.
 Mosquito Noise: és un tipus de ringtone dissenyat en una freqüència especial que només pot ser escoltada per adolescents i nens.